# Galt MacDermot
Galt MacDermot (født 18. december 1928, død 17. december 2018) var en musical-/filmkomponist og pianist fra Canada.
MacDermot modtog MacDermot en Grammy Award i 1960 for Cannonball Adderleys indspilning af MacDermots komposition "African Waltz". MacDermot er herudover kendt for at have skrivet musikken til musicalen Hair, der bl.a. indeholdt sangene  "Aquarius", "Let the Sunshine In" og "Good Morning Starshine", der alle blev nr. 1 hits.

## Diskografi
- Hair (Film) Soundtrack (1979)
- Two gentlemen of Verona (musical) orig. Broadway opf.1971 (2002)